# 新台灣加油
《新台灣加油》（英語：New Taiwan Refueling，曾翻譯為New Taiwan GoGoGo），是臺灣三立新聞台播映的政論談話性節目，曾分為午間及晚間時段。初期採現場播出，後期改為錄影播出。現任主持人為許貴雅。於三立新聞台週一至週五19:55－21:55播出。

## 主持人

### 歷任午間時段主持人
- 徐國勇：律師、立法委員、行政院發言人、內政部部長，2013年曾主持該時段新節目《前進新台灣》。
- 廖筱君：2012年曾短暫與徐國勇對調主持時段[2]。

### 歷任晚間時段主持人
- 廖筱君（第一任）：2009年9月～2022年4月15日。（接替鄭弘儀《大話新聞》時段，成為該節目晚間時段的首任主持人）
- 許貴雅（現任）：2022年4月18日～至今。
- 徐國勇：2012年曾短暫與廖筱君對調主持時段[2]。

## 代班主持人
- 呂惠敏：三立新聞台《驚爆新聞線》主持人、《鄭知道了》週二至週五主持人。
- 林靜儀：曾任第九屆民進黨全國不分區立委、第十屆民進黨臺中市第二選舉區立委。
- 陳柏惟：曾任三立新聞台《3Q新台灣》主持人。
- 王時齊：94要客訴、54陪審團主持人、資深媒體人
- 鍾年晃：臺灣時事評論員、電台與電視政論節目主持人、政論節目評論員名嘴

## 節目開場白
- 許貴雅：觀眾朋友大家好，大家晚安，歡迎收看X月X號星期X為您播出的新台灣加油，我是許貴雅。

## 常任來賓
- 張宇韶：學者、前民主進步黨中國事務部副主任
- 鍾年晃：資深媒體人
- 王瑞德：資深媒體人
- 王時齊：資深媒體人
- 陳東豪：資深媒體人
- 王義川：前台中市政府交通局局長、民主進步黨籍第十一屆不分區立法委員
- 北辰：無黨團結聯盟籍桃園市議員
- 黃敬平：中國國民黨籍桃園市議員
- 苦苓：作家
- 詹為元：中國國民黨籍臺北市議會議員
- 卓冠廷：民主進步黨籍新北市議會議員
- 葉元之：中國國民黨籍前新北市議員、板橋區第十一屆立法委員
- 王定宇：民主進步黨籍臺南市第六選舉區立法委員
- 李明賢：中國國民黨籍臺北市議員
- 李正皓：前中國國民黨青年團執行長、政治評論員
- 溫朗東：政治評論員

## 大事紀
- 2011年，節目開播
- 2012年6月3日，主持人廖筱君接替前《大話新聞》主持人鄭弘儀[3]，後節目改名為現名。
- 2012年12月14日，主持人廖筱君稱「家庭因素」請辭，但隨後三立慰留成功[4]。
- 2017年12月4日，節目延長製作時間至120分鐘
- 2018年9月3日，節目時間調整為20:50－22:50。
- 曾於2018年11月11日至21日、26日至20日，延長為180分鐘（20:00－23:00），11月22日至24日延長為240分鐘（20:00－24:00）。
- 2019年9月30日起，節目時間調整為19：55－21：55。

## 爭議

### 公開展示洪仲丘遺體照片
2013年7月12日，該節目在討論洪仲丘事件時，主持人廖筱君拿出洪仲丘遺體照片在節目中展示，稱「我們不是要挑戰電視尺度，而是要追真相、揪真凶」。因「電視節目分級處理辦法」規定，新聞畫面須合於「普遍級」標準，展示死者遺體照片或有所不妥，也有對死者不敬之嫌。三立副總張正芬則回應稱，「經過節目播出，媒體揭發了軍方不實證據，網友稱正義之聲，促使真相大白，發揮媒體責任。」至於恐怖、不敬的畫面，廖筱君還是有用便利貼遮住部分。

### 2018年文大宿舍爭議相關內容
2018年6月，新北市市長參選人侯友宜，爆出中國文化大學宿舍「大群館」出租爭議。2018年6月20日，該節目請來「大群館」學生宿舍館長范姓同學親上火線說明，該名同學雖坦言住進來的同學有說過房間比較小、收納空間不夠，但直言「校外有些更小。」，跟外面比起來，以這個價錢就是覺得還好，「大家也都是求個方便，就算是宿舍，宿舍就住得也比較安心，畢竟是宿舍，學校還是會有一些保障。」她更強調畢竟在陽明山上，要找到這樣可以住的地方很少，本身已住宿舍3年，認為住起來蠻舒適，此時節目下方字幕標題竟變為「怪？學生向節目抱怨宿舍小窄 但上火線怎噤聲？」，質疑女學生發言，事件引發熱議，被網友質疑節目惱羞惡整學生。她在節目中提到，「一學期」收費為18200元，後被主持人追問「一學期你們算幾個月」，范同學一時口誤回答「六個月」。
但在2018年6月21日，該節目來賓，曾任教於文大行政管理系、現任國會觀察基金會董事長的姚立明與主持人針對范同學昨日的發言砲口一致猛批其說謊，「是不是故意說謊我不知道，因為另外一個學生在另一節目上說得很明白，她昨天說 1 萬 8200 元是 1 學期、6 個月，其實不是，她們暑假期間是要搬出來的、要扣掉，然後你暑假期間因為有暑修或你要幹嘛，你要申請我繼續住還要另外繳錢，這就是學生宿舍不一樣...」，主持人廖筱君在一旁喊聲幫腔「說謊耶！」，節目字幕標題也打出「大群館前館長昨上節目！姚立明打臉！她公然說謊」。
實際上，針對「文大學生宿舍暑期住宿就是不一樣」的指控，臺灣眾多高校包括台大 、成大等都對「學生暑期住宿」另外進行申請、收費及編排，非文大學生宿舍獨有。網友留言也幾乎一面倒，批評姚立明身為老師「為選舉連學生也不放過，還配為人師表？」，更批評該節目「昨天沒照你們劇本演，今天就批判學生，真是個好節目」，也有認為「學生立場上節目前後矛盾，節目上不講自己講過的話」者。文大校方發出聲明表示，盼姚立明立即向學生致歉，並呼籲民眾能了解事情始末，勿再傳播不實訊息造成學生傷害；若該名學生認為姚立明先生等人相關言行已涉公然侮辱，文大將傾力提供法律相關資源，協助學生提告。前總統馬英九辦公室發言人徐巧芯批評該節目「究竟是真的在乎學生權益？還是只顧政治利益？」，事件引起廣泛爭議。
2018年6月22日，中國文化大學學生宿舍委員會發出聲明指出，該名受訪的范同學確實是大群館現任館長，其於錄製過程均依照事實陳述，遭嚴重扭曲與惡意不實指控。其發言「宿舍一學期可住6個月」純屬口誤，只是一時忘記扣除寒暑假期間。希望姚立明對此致歉，還給學生清白。也指出部分人士對范同學進行言語上的惡意攻擊 ，已經對范同學造成莫大傷害；該委員會同時呼籲相關人士停止如此惡質的抹黑行為，不要再對針對范同學做不實栽贓。並再次強調，希望校方及台北市政府盡速釐清大群館爭議，需以400多位學生的住宿權益不受損為前提，絕不能讓住宿生的權益因此犧牲。
2018年6月23日，同年6月20日登上該節目的兩位學生發出聲明指出，她們從未參與政治性活動，並不了解政治輿論戰的複雜，因而從未意識到竟會因單純的敘述大群館宿舍現況及個人住宿感想，反而讓自己捲入到隔天她們兩人不在場的政治討論中成為討論焦點，遭姚立明等來賓及主持人廖筱君質疑公然說謊。她們雖然被貼上如此幾近人格謀殺的屈辱標籤，但始終相信人心是良善的，也應純粹是無心的誤會，因此並不計劃提出告訴，只盼望來賓姚立明及主持人廖筱君等人能說明清楚，還給她們清白，並且盼望有個安寧的就學環境、政府及學校盡快解決相關問題。發出該聲明稿後，有媒體致電姚立明詢問其看法，姚立明回復稱不做回應。

### 發言批評中天發500元綁台
新台灣加油於2018年12月27日的節目中以斗大的標題公然指控中天新聞台的高收視率是來自於「發500元買斷遙控器轉台權」，並稱內政部保五總隊學生餐廳的老闆會看中天是因為他是「中共同路人」；事後中天與餐廳老闆對節目中的指控嚴正駁斥，並要求三立拿出證據。事後內政部長徐國勇秘書徐健麟證實三立對中天的指控為子虛烏有，三立和節目主持人廖筱君事後也沒有對此批評行為做出解釋。

## 外部連結
- 新台灣加油的Facebook專頁（繁體中文）
- YouTube上的新台灣加油頻道

## 節目的變遷
| 三立新聞台 星期一至星期五 13:55-15:55午間時段 | 三立新聞台 星期一至星期五 13:55-15:55午間時段 | 三立新聞台 星期一至星期五 13:55-15:55午間時段 |
| --------------------------------------------- | --------------------------------------------- | --------------------------------------------- |
|                                               | 新台灣加油 （2011年－2013年2月18日）          |                                               |
| 大話新聞                                      | —                                             |                                               |
| 三立新聞台 星期一至星期五 20:55-23:00晚間時段 |                                               |                                               |
| —                                             | 新台灣加油 （2012年6月1日－2013年4月12日）    | —                                             |
| 三立新聞台 星期一至星期五 13:55-15:55         |                                               |                                               |
| —                                             | 新台灣加油 （2013年4月15日－2017年12月1日）   | —                                             |
| 三立新聞台 星期一至星期五 20:30-22:30         |                                               |                                               |
| —                                             | 新台灣加油 （2017年12月4日－2018年8月31日）   | —                                             |
| 三立新聞台 星期一至星期五 20:50-22:50         |                                               |                                               |
| —                                             | 新台灣加油 （2018年9月3日－2019年9月27日）    | —                                             |
| 三立新聞台 星期一至星期五 19:55-21:55         |                                               |                                               |
| —                                             | 新台灣加油 （2019年9月30日－至今）            | —                                             |

| 臺灣三立綜合台 星期一至五23:00 - 00:00 | 臺灣三立綜合台 星期一至五23:00 - 00:00     | 臺灣三立綜合台 星期一至五23:00 - 00:00 |
| -------------------------------------- | ------------------------------------------ | -------------------------------------- |
|                                        | 新台灣加油 （2017年7月31日－2018年3月2日） |                                        |
| 綜藝大熱門 （改晚間九點首播）          | 國光幫幫忙 （2018年3月5日－至今）          |                                        |